# Bộ Môi trường (Nhật Bản)
Bộ Môi trường Nhật Bản (環境省 (Hoàn cảnh tỉnh) Kankyōshō) là cơ quan cấp Bộ thuộc Nội các của Chính phủ Nhật Bản chịu trách nhiệm bảo tồn về môi trường, kiểm soát ô nhiễm và bảo tồn thiên nhiên. Bộ được thành lập vào năm 2001 khi chuyển từ Cơ quan môi trường được thành lập vào năm 1971 thành Bộ. Bộ trưởng là thành viên của Nội các Nhật Bản và được chỉ định bởi Thủ tướng Chính phủ, thường là từ Quốc hội Nhật Bản.
Trong tháng 8 năm 2011, Nội các Nhật Bản thông qua kế hoạch thành lập một Cơ quan giám sát năng lượng mới thuộc Bộ Môi trường, và Cơ quan Quy chế hạt nhân được thành lập vào ngày 19 tháng 9 năm 2012.
Bộ trưởng Bộ Môi trường Nhật Bản hiện nay là ông Nobuteru Ishihara

## Tổ chức
Đứng đầu Bộ Môi trường là Bộ trưởng. Giúp việc cho Bộ trưởng ngoài Thư ký Bộ trưởng còn có các thứ trưởng, ban thư ký, các cục, văn phòng đại diện và viện nghiên cứu trực thuộc Bộ:
- Thứ trưởng cao cấp
- Thư ký Quốc hội
- Thứ trưởng hành chính
- Thứ trưởng phụ trách các vấn đề về Môi trường toàn cầu
- Ban thư ký Bộ trưởng
- Cục Chính sách Môi trường
- Cục Môi trường Toàn cầu
- Cục Quản lý Môi trường
- Cục Bảo tồn Thiên nhiên
- Viện Đào tạo và Nghiên cứu Môi trường Quốc gia
- Văn phòng Môi trường khu vực (7 văn phòng)